# Varese Sportiva 1937-1938
Questa voce raccoglie le informazioni riguardanti la Varese Sportiva nelle competizioni ufficiali della stagione 1937-1938.

## Organigramma societario
Area direttiva
- Presidente: Cav. Gazzotti, poi Comm. Franco Aletti

Area organizzativa
- Segretario: Zucchi

Area tecnica
- Allenatore: Virginio Curti

## Rosa
| N. |                   | Ruolo | Calciatore            |
| -- | ----------------- | ----- | --------------------- |
|    | Italia (bandiera) | A     | Edos Barbini          |
|    | Italia (bandiera) | D     | Ugo Beltrami          |
|    | Italia (bandiera) |       | Giuseppe Bertotti     |
|    | Italia (bandiera) | D     | Enrico Boniforti      |
|    | Italia (bandiera) |       | Arturo Carini         |
|    | Italia (bandiera) |       | Giacomo Cappello      |
|    | Italia (bandiera) |       | Faustino Cavalieri    |
|    | Italia (bandiera) | A     | Enrico Cerutti        |
|    | Italia (bandiera) |       | Giovanni Chiesa       |
|    | Italia (bandiera) |       | Arnaldo Croci         |
|    | Italia (bandiera) | P     | Gino Favini           |
|    | Italia (bandiera) | D     | Giuseppe Galimberti   |
|    | Italia (bandiera) | A     | Fortunato Galli (I)   |
|    | Italia (bandiera) |       | Franco Galli (II)     |
|    | Italia (bandiera) | A     | Giuseppe Godino       |
|    | Italia (bandiera) | C     | Giovanni Greppi       |
|    | Italia (bandiera) | A     | Vittorio Guidali (II) |

| N. |                   | Ruolo | Calciatore          |
| -- | ----------------- | ----- | ------------------- |
|    | Italia (bandiera) | C     | Antonio Janni       |
|    | Italia (bandiera) | C     | Pietro Magni        |
|    | Italia (bandiera) | C     | Francesco Meregalli |
|    | Italia (bandiera) | C     | Giuseppe Oldani     |
|    | Italia (bandiera) | A     | Franco Ossola       |
|    | Italia (bandiera) | A     | Natale Pedetti (II) |
|    | Italia (bandiera) | A     | Franco Pinferetti   |
|    | Italia (bandiera) | A     | Gilberto Pogliano   |
|    | Italia (bandiera) | C     | Carlo Pontiggia (I) |
|    | Italia (bandiera) |       | Ugo Rigamonti       |
|    | Italia (bandiera) | C     | Oscar Santini       |
|    | Italia (bandiera) |       | Bruno Secchi        |
|    | Italia (bandiera) | A     | Francesco Tagliani  |
|    | Italia (bandiera) | C     | Giovanni Todeschini |
|    | Italia (bandiera) | A     | Vittorio Torti (II) |
|    | Italia (bandiera) | A     | Riccardo Zama       |

## Arrivi e partenze
| Acquisti | Acquisti            | Acquisti         | Acquisti   |
| -------- | ------------------- | ---------------- | ---------- |
| A        | Edos Barbini        | Ambrosiana-Inter | prestito   |
| .        | Giuseppe Bertotti   | Juventus         | definitivo |
| D        | Enrico Boniforti    | La Folgore       | definitivo |
| .        | Arturo Carini       | Cusiana          | definitivo |
| .        | Faustino Cavalieri  | ???              | definitivo |
| A        | Enrico Cerutti      | Sestrese         | definitivo |
| .        | Croci               | ???              | definitivo |
| P        | Gino Favini         | Varalpombiese    | definitivo |
| C        | Antonio Janni       | Torino           | definitivo |
| C        | Francesco Meregalli | Ambrosiana-Inter | prestito   |
| A        | Franco Pinferetti   | Milan            | definitivo |
| A        | Gilberto Pogliano   | Parma            | definitivo |
| C        | Carlo Pontiggia (I) | ???              | definitivo |
| .        | Ugo Rigamonti       | Malnatese        | definitivo |
| .        | Bruno Secchi        | ???              | definitivo |
| A        | Riccardo Zama       | Ambrosiana-Inter | definitivo |

| Cessioni | Cessioni               | Cessioni         | Cessioni   |
| -------- | ---------------------- | ---------------- | ---------- |
| .        | Pio Andreotti          | ???              | definitivo |
| .        | Giancarlo Ambrosetti   | ???              | definitivo |
| .        | Arturo Baranzelli      | ???              | definitivo |
| P        | Alberto Bernasconi     | ???              | definitivo |
| A        | Luigi Bianchi          | ???              | definitivo |
| p        | Alessandro Bonetti     | Savoia Marchetti | definitivo |
| .        | Alessandro Caielli     | ???              | definitivo |
| .        | Luigi Casoli           | ???              | definitivo |
| .        | Luigi Cattaneo         | La Folgore       | prestito   |
| .        | Triestino Clerici      | ???              | definitivo |
| A        | Rinaldo Costanzo       | ???              | definitivo |
| .        | Michele Ferrario       | ???              | definitivo |
| .        | Stefano Gazzoni        | ???              | definitivo |
| .        | Dino Giuliani          | ???              | definitivo |
| .        | Renato Giuliani        | ???              | definitivo |
| .        | Guidali (II)           | ???              | definitivo |
| A        | Celestino Macchi       | ???              | definitivo |
| .        | Francesco Macciacchini | ???              | definitivo |
| .        | Franco Mari            | ???              | definitivo |
| .        | Guido Mollica          | La Folgore       | prestito   |
| .        | Stefano Piccinelli     | ???              | definitivo |
| .        | Eriberto Raffaini      | Brescia          | definitivo |
| .        | Carlo Ravazzi          | ???              | definitivo |
| .        | Giuseppe Stabilini     | ???              | definitivo |
| .        | Edoardo Torighelli     | ???              | definitivo |
| .        | Arturo Zamberletti     | ???              | definitivo |

## Risultati

### Serie C

#### Girone A

##### Girone di andata
| Reggio Emilia 26 settembre 1937 1ª giornata | Reggiana | 3 – 0 referto | Varese |  |

| Varese 3 ottobre 1937 2ª giornata | Varese | 3 – 2 referto | Fanfulla |  |

| Seregno 10 ottobre 1937 3ª giornata | Seregno | 2 – 1 referto | Varese |  |

| Varese 17 ottobre 1937 4ª giornata | Varese | 3 – 0 | Alfa Romeo |  |

| Legnano 24 ottobre 1937 5ª giornata | Legnano | 3 – 3 | Varese |  |

| Varese 7 novembre 1937 6ª giornata | Varese | 1 – 0 | SIAI Marchetti |  |

| Crema 14 novembre 1937 7ª giornata | Crema | 0 – 0 | Varese |  |

| Varese 21 novembre 1937 8ª giornata | Varese | 2 – 1 | Parma |  |

| Lecco 28 novembre 1937 9ª giornata | Lecco | 3 – 0 | Varese |  |

| Varese 12 dicembre 1937 10ª giornata | Varese | 4 – 1 | Monza |  |

| Milano 23 dicembre 1937 11ª giornata | Isotta Fraschini | 2 – 2 | Varese |  |

| Sesto San Giovanni 6 gennaio 1938 12ª giornata | Falck | 0 – 1 | Varese |  |

| Varese 9 gennaio 1938 13ª giornata | Varese | 1 – 1 | Pro Patria |  |

| Varese 16 gennaio 1938 14ª giornata | Varese | 1 – 1 | Piacenza |  |

| Melzo 23 gennaio 1938 15ª giornata | Galbani | 0 – 2 | Varese |  |

##### Girone di ritorno
| Varese 30 gennaio 1938 16ª giornata | Varese | 0 – 1 | Reggiana |  |

| Lodi 6 febbraio 1938 17ª giornata | Fanfulla | 1 – 0 | Varese |  |

| Varese 13 febbraio 1938 18ª giornata | Varese | 2 – 0 | Seregno |  |

| Milano 20 febbraio 1938 19ª giornata | Alfa Romeo | 1 – 0 | Varese |  |

| Varese 27 febbraio 1938 20ª giornata | Varese | 1 – 1 | Legnano |  |

| Sesto Calende 6 marzo 1938 21ª giornata | SIAI Marchetti | 0 – 0 | Varese |  |

| Varese 13 marzo 1938 22ª giornata | Varese | 4 – 0 | Crema |  |

| Parma 20 marzo 1938 23ª giornata | Parma | 1 – 1 | Varese |  |

| Varese 27 marzo 1938 24ª giornata | Varese | 2 – 0 | Lecco |  |

| Monza 3 aprile 1938 25ª giornata | Monza | 2 – 2 | Varese |  |

| Varese 10 aprile 1938 26ª giornata | Varese | 2 – 0 | Isotta Fraschini |  |

| Varese 17 aprile 1938 27ª giornata | Varese | 4 – 1 | Falck |  |

| Busto Arsizio 24 aprile 1938 28ª giornata | Pro Patria | 1 – 2 | Varese |  |

| Piacenza 1 maggio 1938 29ª giornata | Piacenza | 3 – 1 | Varese |  |

| Varese 8 maggio 1938 30ª giornata | Varese | 5 – 0 | Galbani |  |

### Coppa Italia
| Varese 19 settembre 1937 Primo turno | Varese | 2 – 1 | Crema |  |

| Vigevano 31 ottobre 1937 Secondo turno | Vigevano | 0 – 1 | Varese |  |

| Varese 4 novembre 1937 Terzo turno | Varese | 4 – 2 | Cremonese |  |

| Varese 5 dicembre 1937 Sedicesimi di finale | Varese | 0 – 2 | Milan |  |